# Zethus montezuma
Zethus montezuma är en stekelart som beskrevs av Henri Saussure 1857. Zethus montezuma ingår i släktet Zethus och familjen Eumenidae. Inga underarter finns listade i Catalogue of Life.